# Фуенте-ель-Фресно
Фуенте-ель-Фресно (ісп. Fuente el Fresno) — муніципалітет в Іспанії, у складі автономної спільноти Кастилія-Ла-Манча, у провінції Сьюдад-Реаль. Населення — 3622 особи (2010).
Муніципалітет розташований на відстані близько 130 км на південь від Мадрида, 30 км на північний схід від Сьюдад-Реаля.
На території муніципалітету розташовані такі населені пункти: (дані про населення за 2010 рік)
- Бальєстерос: 102 особи
- Чарко-дель-Тамухо: 34 особи
- Фуенте-ель-Фресно: 3486 осіб

## Демографія
Динаміка населення (INE ):

## Галерея зображень

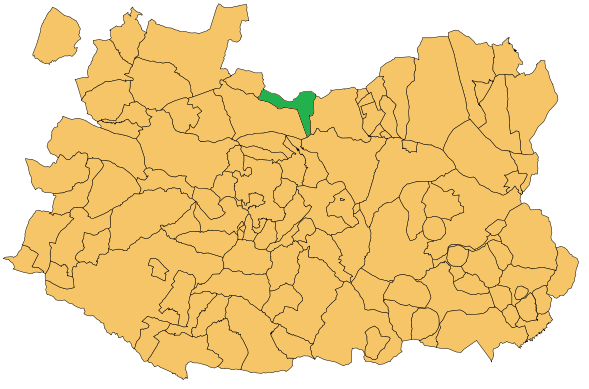
Розташування муніципалітету у провінції Сьюдад-Реаль